# Tesoro di Fenn
Il tesoro di Fenn è uno scrigno di oro e gioielli che Forrest Fenn, un mercante d'arte e autore di Santa Fe, New Mexico, nascose nelle Montagne Rocciose negli Stati Uniti. Fu ritrovato circa un decennio dopo, nel 2020 in Wyoming, da un anonimo cacciatore di tesori che in seguito si è rivelato essere l'ex giornalista e studente di medicina Jack Stuef. Nel tentativo di onorare quelle che ha percepito essere le volontà di Fenn dopo la sua morte nel settembre 2020, si è rifiutato di rivelare la posizione del tesoro.

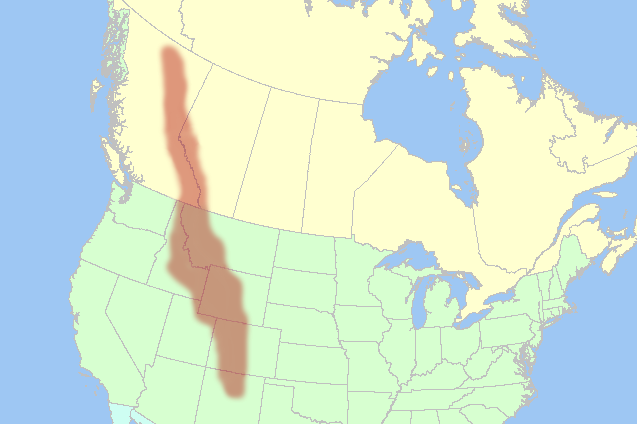
Mappa che evidenzia le Montagne Rocciose, dove il tesoro è stato nascosto negli Stati Uniti.

## Storia
Forrest Fenn (Temple, 22 agosto 1930 - Santa Fe, 7 settembre 2020) è stato un pilota dell'aeronautica statunitense, che ottenne il grado di maggiore. È stato insignito della Silver Star per il suo servizio nella guerra del Vietnam, dove effettuò 328 missioni di combattimento in 365 giorni. Si ritirò dall'aeronautica e diresse la Arrowsmith-Fenn Gallery con il suo partner Rex Arrowsmith, che divenne la Fenn Galleries che gestiva con sua moglie Peggy. La galleria si trovava a Santa Fe, nel New Mexico, e vendeva una varietà di manufatti, dipinti, sculture in bronzo e altre opere d'arte dei nativi americani, comprese copie contraffatte di opere di Modigliani, Monet, Degas e altri artisti. Secondo quanto riferito, la galleria incassava $ 6 milioni all'anno.
Nel 1988, a Fenn fu diagnosticato un cancro e gli fu data una prognosi che era probabilmente terminale. Questo lo ispirò a nascondere il tesoro in un luogo con l'idea di creare una caccia al tesoro a cui chiunque avrebbe potuto partecipare. Aveva pensato al luogo del nascondiglio anche come luogo in cui farsi seppellire. Si riprese dalla malattia e nel 2010 autopubblicò il libro "The Thrill of the Chase: A Memoir", una raccolta di racconti della sua vita. Nel libro descrisse uno scrigno del tesoro che a suo dire conteneva pepite d'oro, monete rare, gioielli e pietre preziose. Scrisse inoltre di aver nascosto la cassa "nelle montagne da qualche parte a nord di Santa Fe". Fenn disse che le storie nel libro includevano indizi sulla posizione del forziere e che il poema incluso nel capitolo "Oro e altro" conteneva nove indizi che avrebbero condotto al forziere. Il libro e la storia di Fenn portarono a una caccia al tesoro nelle Montagne Rocciose del Nuovo Messico, del Colorado, del Wyoming e del Montana. Il valore del forziere fu stimato essere circa di 2 milioni di dollari, a seconda della valutazione degli oggetti. Fenn affermò di non fare soldi con la vendita dei libri autopubblicati, per la preoccupazione che la storia venisse dipinta come una frode dai critici.
Prima della caccia al tesoro, Fenn entrò in conflitto con le autorità riguardo alla legge federale sulle antichità, durante l'Operazione Cerberus Action. Gli agenti del Federal Bureau of Investigation (FBI) fecero irruzione nella sua casa nel 2009 come parte di un'indagine sul saccheggio di artefatti nell'area di Four Corners. Secondo quanto riferito, gli oggetti in suo possesso includevano pezzi di cotta di maglia del Parco storico nazionale di Pecos, capelli umani, un talismano piumato e un teschio di bisonte, alcuni dei quali vennero confiscati dalle autorità federali; non sono state comunque presentate accuse. Due persone prese di mira durante le indagini si sono suicidate e Fenn accusò l'FBI della loro morte.
Fenn è morto il 7 settembre 2020 all'età di 90 anni.

## Vittime durante le ricerche
Si stima che oltre 350,000 persone abbiano partecipato alle ricerche nel corso degli anni. Cinque persone sono morte durante la ricerca del tesoro. Ciò portò il capo della polizia di Stato del New Mexico, Pete Kassetas, a implorare pubblicamente Fenn di porre fine alla caccia al tesoro, affermando che "Sta mettendo a rischio delle vite."
- Randy Bilyeu sparì nel gennaio del 2016. Il suo corpo venne ritrovato da alcuni lavoratori lungo il Rio Grande. L'autopsia non poté determinare la causa della morte.[25][26] L'ex moglie di Bilyeu dichiarò pubblicamente che il tesoro di Fenn era un imbroglio.[27]
- Jeff Murphy (53 anni) di Batavia, Illinois, venne trovato morto nel Parco nazionale di Yellowstone il 9 giugno 2017, dopo essere caduto da un'altezza di circa 500 piedi (150 m) su una pendenza ripida. I funzionari di Yellowstone non hanno fornito dettagli riguardo alla loro indagine, ma KULR-TV ha presentò una richiesta di informazioni secondo il Freedom of Information Act. La stazione televisiva riportò che la moglie di Murphy disse alle autorità del parco che il marito stava cercando il tesoro quando ne denunciò la scomparsa.[28]
- Il pastore Paris Wallace di Grand Junction, Colorado, disse ad alcuni membri della famiglia che stava cercando un tesoro sepolto, ma non si presentò a un incontro con la famiglia il 14 giugno 2017. La sua macchina venne ritrovata nei pressi del Taos Junction Bridge e il suo corpo fu ritrovato tra l'ottavo e l'undicesimo chilometro lungo il Rio Grande.[29][30]
- Eric Ashby (31 anni) venne ritrovato morto nel fiume Arkansas il 28 luglio 2017.[31] Amici e familiari dichiararono che si era trasferito in Colorado nel 2016 per cercare il tesoro. Venne visto l'ultima volta il 28 giugno mentre faceva rafting sul fiume, tra i sedici e i ventiquattro km di distanza da dove venne ritrovato il corpo. Il raft si rigirò e di Ashby si persero le tracce.[32]
- Michael Wayne Sexson (53 anni) di Deer Trail, Colorado, venne ritrovato morto dai soccorritori il 21 marzo 2020, insieme al suo accompagnatore sessantacinquenne, Steven Inlow.[33] Le autorità furono allertate dall'uomo che aveva affittato ai due delle motoslitte. La coppia venne ritrovata a otto km di distanza dal luogo nel quale erano stati soccorsi il mese prima, il Dinosaur National Monument lungo il confine tra Utah e Colorado.[34]

## Controversie
Una serie di controversie ha circondato la caccia al tesoro. Diversi ricercatori sono stati citati in giudizio o arrestati per aver commesso crimini nel corso delle loro ricerche.
|
- Un uomo non identificato alla ricerca del tesoro venne arrestato nel New Mexico nel 2013 e accusato di aver danneggiato un manufatto culturale per aver scavato sotto una croce di ferro di un descanso vicino al fiume Pecos.[36]
- Nell'aprile 2014, i guardiaparco arrestarono Darrel Seller e Christy Strawn per aver scavato a Yellowstone, essendo anche in possesso di un metal detector.[37]
- Scott Conway venne citato in giudizio dalla polizia dei parchi del New Mexico dopo aver scavato una grande buca vicino al lago Heron mentre cercava il tesoro.[38]
- Un uomo della Pennsylvania, Robert Miller, fu arrestato per furto con scasso e irruzione in una casa nell'ottobre 2018. La proprietà era quella di Fenn, dalla quale portò via una cassa in stile spagnolo che pensava fosse il tesoro. Venne colto sul fatto e tenuto sotto tiro fino all'arrivo della polizia.[39]
- Nel dicembre 2019, David Harold Hanson di Colorado Springs, fece causa contro Forrest Fenn. La citazione in giudizio dichiarava che Fenn aveva fatto molte dichiarazioni fraudolente ingannando i ricercatori.[40] Non ci fu processo.[41]
- Nel gennaio 2020, David Christensen dell'Indiana dovette essere soccorso dai ranger dello Yellowstone National Park, dopo aver tentato di scalare con una fune un lato del Grand Canyon dello Yellowstone.[42] Venne condannato ad una settimana in carcere e a rimborsare le spese di soccorso, ammontanti a oltre quattromila dollari. Inoltre, gli venne interdetto l'ingresso al parco per i successivi cinque anni. Nonostante le dichiarazioni di Fenn, secondo le quali non era necessario scalare, Christensen rimase convinto che la sua soluzione era corretta.[43]

## Cassa del tesoro
Si dice che lo scrigno del tesoro sia una scatola di bronzo che si stima sia stata forgiata nel XII secolo. Il petto presenta una costruzione in bronzo con una fodera in legno e chiusura frontale per il bloccaggio. Secondo Fenn, pesa circa 22 libbre (10,0 kg) e le sue dimensioni sono 10 per 10 per 5 pollici (250 mm × 250 mm × 130 mm). La cassa presenta scene e rilievi con cavalieri che scalano muri su scale e fanciulle sopra che gettano fiori su di loro. Questo stile sembra essere un riferimento al poema Le Roman de la Rose sulla ricerca dell'amore e il ridimensionamento del "Castello dell'amore" che ha guadagnato popolarità nello stesso periodo in cui è stato realizzato il baule.  A causa della popolarità della caccia al tesoro, gli artisti hanno realizzato ricreazioni moderne basate sulla cassa di Fenn.

## La scoperta
Il 6 giugno 2020, Fenn scrisse sul blog di ricerca "Thrill of the Chase" che il tesoro era stato trovato: 
"Era sotto un baldacchino di stelle nella lussureggiante vegetazione boschiva delle Montagne Rocciose e non si era spostato dal punto in cui l'ho nascosto più di 10 anni fa. Non conosco la persona che l'ha trovata, ma la poesia nel mio libro l'ha condotto nel punto preciso. Mi congratulo con le migliaia di persone che hanno partecipato alla ricerca e spero che continueranno ad essere attratte dalla promessa di altre scoperte. Quindi la ricerca è finita. Aspettate maggiori informazioni e foto nei prossimi giorni."
 Ciò è stato successivamente confermato via e-mail da Fenn, che ha ulteriormente rivelato in un articolo di notizie che il cercatore era un maschio degli Stati Uniti orientali che gli aveva inviato una fotografia. L'identità del cercatore, la fotografia e la posizione del tesoro non sono state rivelate. Il 16 giugno, Fenn ha pubblicato ulteriori foto sul sito del blog Thrill of the Chase, tra cui se stesso mentre esaminava il contenuto della cassa e e un'altra con lui seduto sul o vicino al sito in cui il tesoro è stato trovato. Il 22 luglio Fenn ha dichiarato sul sito del blog Thrill of the Chase che il cercatore del tesoro lo aveva autorizzato a rivelare, nell'interesse della chiusura della storia per molti dei suoi ricercatori, che lo aveva nascosto in Wyoming.
Nel dicembre 2020, Jack Stuef, uno studente di medicina del Michigan, ha dichiarato di aver trovato lo scrigno del tesoro di Fenn e ha deciso di rivelare la sua identità rendendolo pubblico in un'intervista con Outside. Per motivi di sicurezza ha preferito rimanere anonimo, ma ci si aspettava un'azione legale contro di lui intentata da un avvocato lo avrebbe costretto a rivelare la sua identità.
Stuef ha rivelato che due piccoli oggetti indicati nella pubblicità pre-ritrovamento non erano presenti nella cassa, una piccola rana d'oro su una collana e un anello di smeraldi spagnoli trovati a San Lazaro. Quando Stuef ha informato Forrest degli oggetti mancanti, Forrest ha trovato la rana all'interno della sua collezione e l'ha consegnata a Stuef. Tuttavia, Fenn non è riuscito a trovare l'anello di smeraldo mancante.
Nel luglio 2021, un cacciatore di tesori francese di nome Bruno Raphoz ha intentato una causa da 10 milioni di dollari contro le proprietà di Fenn presso il tribunale distrettuale degli Stati Uniti per il distretto del New Mexico. Secondo la denuncia, Raphoz aveva stabilito che il tesoro era nascosto nel sud-ovest del Colorado, aveva informato Fenn della sua soluzione e aveva iniziato a prepararsi per recuperarlo. Tuttavia, i suoi piani furono ritardati dalla pandemia di COVID-19 e Fenn annunciò subito dopo che il tesoro era stato trovato nel Wyoming. Raphoz ha sostenuto che Fenn ha approfittato del ritardo per spostare la cassa dal Colorado al Wyoming, facendo notare che la sua esatta posizione finale non è stata specificata da Stuef o da nessuno dei parenti di Fenn.

## Nella cultura di massa
La caccia al tesoro di Fenn è stata descritta in spettacoli televisivi, articoli di riviste, e libri.
- Douglas Preston aveva visto lo scrigno del tesoro di Forrest Fenn molto prima che Fenn lo nascondesse. Fu probabilmente l'ispirazione per il romanzo di Preston del 2003 Il Codice .[60]
- La caccia al tesoro è stata descritta in un episodio del 2015 di Expedition Unknown, "Alla ricerca del tesoro Fenn". Il conduttore della serie Josh Gates ha intervistato Forrest Fenn prima di unirsi a diversi gruppi di cacciatori di tesori mentre cercavano più stati nelle Montagne Rocciose.[61]
- The Lure (2017) è un film documentario sul tesoro diretto da Tomas Leach.[62]
- Un episodio del 2018 della serie web Buzzfeed Unsolved: True Crime, "The Treacherous Treasure Hunt of Forrest Fenn", presenta la caccia al tesoro.[63]
- L'8 luglio 2020 in un episodio di Expedition Unknown: Uncovered di Discovery Channel registrato prima del ritrovamento del tesoro, Josh Gates cerca di decodificare gli indizi della poesia.[64]

## Il nuovo Tesoro di Fenn e la serie Netflix
Nel 2025 Netflix ha lanciato un documentario televiso sulla storia del tesoro di Fenn con il titolo "Gold & Greed: caccia al tesoro di Fenn". La storia, in tre parti, racconta le avventure di alcuni gruppi di cacciatori del tesoro di Fenn ed alcune interviste alla famiglia di Forrest Fenn.
Uno dei cacciatori di tesori descritti nella serie, un ingegnere informatico di nome Justin Posey, rivela di aver acquistato alcuni degli oggetti del tesoro di Fenn dopo che è stato messo all'asta nel 2022. Posey ha messo i tesori, insieme ad altro oro, rubini ed un meteorite, in una cassa e l'ha sepolta da qualche parte. Per trovare il tesoro, bisogna decifrare gli indizi nascosti nella serie di Netflix.

## Libri
- Daniel Barbarisi, Chasing the Thrill: Obsession, Death, and Glory in America's Most Extraordinary Treasure Hunt, 2021, ISBN 9780525656173.
- Forrest Fenn, The Thrill of the Chase, One Horse Land & Cattle Co., 2010, ISBN 9780967091785.
- Forrest Fenn, Too Far to Walk, One Horse Land & Cattle Co., 2013, ISBN 9780967091792.
- Forrest Fenn, Once Upon a While, Phat Page Design, 2017, ISBN 9780692950555.
- Forrest Fenn, Once Upon a While Revised, One Horse Land & Cattle Co., 2018, ISBN 9780692196281.
- Jordan Ritt, A Treasure More Than Gold: How I found the solution to Forrest Fenn's poem, 2015, ISBN 9781478753742.